# Северозападен район за планиране
Северозападният район за планиране е един от шестте района за планиране в България, включващ областите Видин, Враца, Ловеч, Монтана и Плевен. Площта му е 19 070 km², а населението – около 756 хиляди души (2018). Най-големият град в региона и негово икономическо ядро е Плевен.

## Географско положение, граници и големина
Регионът заема северозападната част на страната и има благоприятно географско положение с международни транспортни коридори, включително и по р. Дунав, и много добри възможности за трансгранично сътрудничество.
Тук се кръстосват пътища, които свързват столицата и Югозападна България със Североизточна България и Северното черноморско крайбрежие, а дунавското крайбрежие през проходите в Западна и Средна Стара планина с Южна България.
Нараства икономическото значение на дунавските пристанища. От тях важна роля играе ломското пристанище, чрез което се внасят част от суровините за Югозападния регион. С национално значение са фериботните връзки Видин – Калафат и Оряхово-Бекет. В Бъдеще транспортно-географското значение на региона ще нарасне във връзка със строежа на втория мост над р. Дунав при Видин. На север граничи с Република Румъния по р. Дунав, а на запад, със Република Сърбия.

## Природна среда

### Релеф
Релефът е разнообразен. Над 10% от площта на региона е заета от крайдунавски низини, а около 50% се падат на Дунавската хълмиста равнина. Тук е разположена основната част от обработваемата земя на Северозападния регион. На юг са ридовете на Предбалкана и Стара планина.

### Полезни изкопаеми
По-значителни полезни изкопаеми са находищата на полиметални и оловно-цинкови руди в Чипровска и Врачанска планина и на железни руди до с. Мартиново. Добиват се варовици (с. Кунино, с. Бели извор и др.), мрамор, гранит (Берковско), гипс (с. Кошава) глини в Троянско и Плевенско.

### Климат
Агроклиматичните ресурси на региона са свързани с особеностите на умереноконтиненталния и планинския климат. Отглеждат се зеленчуци, зърнени и технически култури, в по-високите региони – овощия и картофи.

### Води
Водните ресурси се формират основно от водите на долните течения на реките Огоста, Скът, Искър, Вит, Осъм. Макар и ограничени, те се използват комплексно за водоснабдяване, напояване и за добив на електроенергия (Каскада „Петрохан“). Минералните води в Ловешко и Троянско са предпоставка за развитие на балнеолечението.

### Почви
От почвените ресурси с най-важно значение са черноземните, заемащи над 40% от територията на региона, алувиално-ливадните, както и сивите горски почви. От горските ресурси със значение са хубавите букови гори по северните склонове на планините и някои широколистни видове. Наличието на ливади и пасища е предпоставка за активизиране на животновъдството.

## Население и селищна мрежа
Регионът е с най-малък брой население, което продължава да намалява. Той има и най-ниска стойност за гъстота на населението в България – 39,6 д./km2.
Крайно неблагоприятната демографска ситуация в региона определя съществуването на редица проблеми като обезлюдяване на пограничните и планинските територии, влошаване на възрастовата структура на населението и качеството на работната сила, чиито брой непрекъснато намалява. Относителният дял на градското население е по-нисък от този за страната. В етническото отношение регионът се отличава с нисък дял турско население (1,8%) и висок дял на ромите (6,6%).

## Стопанство и социална среда
Северозападният регион има най-малък принос към съвкупния БВП на страната – само 7,4%. От икономическите сектори най-голям принос в брутната му добавена стойност се пада на обслужващата сфера (53%). Регионът има земеделска специализация и формира най-висок дял в земеделската продукция на България след Южен централен регион. От промишлените отрасли Северозападният регион се специализира в електропроизводството и ХВП. Непривлекателен е за чужди инвестиции и техният размер за 2010 г. е само 2,5%. Предпочитани области за инвестиране са Плевен и Ловеч.

### Първичен сектор

#### Земеделие
Растениевъдната специализация на региона се определя от низинноравнинния релеф, благоприятния климат и плодородните почви. Населението в региона намалява, което води до най-високата снабденост със земеделска земя на жители в България заедно със Северния централен регион. Останалата земеделска земя е засята основно със зърнени и технически култури. Дяловото участие на зърнените и техническите култури е най-високо, което е типично за всички северни региони.
Зърнопроизводството е традиционен отрасъл. Тук са най-големите площи, засети с пшеница и овес в страната. Площите на царевицата и ечемикът също са едни от най-обширните в България. Регионът дава съответно и значителен дял от националното производство на ечемик, а по производство на пшеница и царевица той заема челно място.
От техническите култури северозападният регион засява най-много слънчоглед и дава най-голяма продукция от него в България. Във Видинско върху ограничени площи се отглежда едролистният тютюн „Виржиния“, край захарните заводи в Лом и Долна Митрополия – захарно цвекло.
Хълмистите земи в региона благоприятстват лозарството, което се развива в Плевенско и по дунавското крайбрежие. Овощарството е традиционен отрасъл. В Троянско са едни от най-обширните сливови градини, а в Берковско са насажденията от ягоди, касис и малини. Оттук идва най-голямата ягодова реколта в България след южния централен регион. В крайдунавските низини и по поречията на реките се развива зеленчукопроизводството, което осигурява суровина на консервната промишленост.
Богата фуражна база чрез зърнопроизводството в региона е основният фактор за развитието на животновъдството, макар че производството ѝ намалява и предизвиква спад в отрасъла. Това нарежда региона на последно място по брой на отглеждани животни при важните подотрасли като говедовъдство и овцевъдство. Единствено биволовъдството (22%) и козевъдството, заедно с Югозападния регион, имат челни позиции по брой животни. Животновъдството е многоотраслово, но екстензивно. Разположението е повсеместно. Риболовът е застъпен по р. Дунав и регионът има големи възможности за развитието му във връзка с програма на ЕС.
В Северозападния регион се извършва добив на медна руда и нерудни полезни изкопаеми.

### Вторичен сектор
Регионът е на последно място в страната по произведена промишлена продукция. Водещи по дялово участие в промишлената му продукция са енергетиката, ХВП, отчасти машиностроенето и електрониката, което определя едностранната му специализация.

#### Енергетика
Регионът има водещо място в енергетиката на България и осигурява 38% от електропроизводството в България с АЕЦ „Козлодуй“, макар и с намалени мощности след спирането на III и IV блок в края на 2006 г. С национално значение е строежът на втората АЕЦ край Белене, който започва през 1980 г. и продължава до 1990 г., след което е замразен и през 2012 г. прекратен.

#### Цветна металургия
Цветната металургия, представена от производството на черна мед на гара Елисейна, вече не работи.

#### Машиностроене
Машиностроенето и металообработването заедно с електрониката и електротехниката са специализиращи в региона. Произвеждат се електродвигатели в Троян, Ловеч и Тетевен, металорежещи машини в Троян. Някои от производствата са единствени по рода си в България като производството на бормашини и други електроинструменти в Ловеч, батериите в Никопол, стоманените въжета в Роман, водните помпи във Видин. В Ловеч се произвеждат велосипеди и делтапланери, а започна и производството на леки автомобили с китайски инвестиции. Електротехническата и електронната промишленост са представени от производствата на акумулатори в Монтана.

#### Химическа промишленост
Едни от големите химически предприятия на региона са били „Химико“ Враца за синтетичен амоняк и карбамид, предприятията за автомобилни гуми и полиамидни влакна във Видин, каучукови изделия в Кула, пластмаси в Берковица и Монтана и смазочни масла в „Плама“ Плевен, последният почти е преустановил дейност. Регионът има позиции във фармацевтичното производство със завода в Троян.

#### Строителни материали
Развитието на промишленост за строителни материали се базира на промишлените запаси от гипса (Кошава) и значителна част от цимента в България (Бели извор, Врачанско, Златна Панега и Плевен). Мраморни плочи се произвеждат в Берковица, а подова керамика в Монтана. Регионът създава значителна част от тухлите и керемидите в България. На базата на богатите находища от глини те се произвеждат в множество градове в региона. Във Видин работи завод за костен порцелан за битови нужди, а в плевен – за стъклен амбалаж.

#### Дървопреработка
Дървопреработващите предприятия в Монтана, Берковица, Белоградчик, Тетевен, Троян обработват местна и вносна дървесина. Във Враца, Троян и Ловеч се произвеждат мебели. В региона има производства на велпапе, картон и хартиен амбалаж.

#### Хранително-вкусова промишленост
Поради разнообразното земеделско производство в региона са застъпени почти всички подотрасли на ХВП. Продукцията ѝ намалява заради кризата в земеделието и сега дава 8% от националното производство. Мелничарската промишленост присъства в почти всички по-големи градове на региона. Произвеждат се брашно, различни макаронени изделия и фуражи (Видин, Монтана, Дунавци). Производството на консерви е с традиции в региона. Центровете му са Бойчиновци, Видин, Бяла Слатина, Лом, Ловеч и Плевен. Широко отглежданият слънчоглед в региона се преработва в предприятията за растителни масла в Бойчиновци, Видин, Кнежа. Животновъдството дава суровина за месната и млечната промишленост, чиито центрове са почти навсякъде в региона. Пивото на региона идва от „Алмус“ в Лом, „Леденика“ в Мездра и „Плевенско пиво“. Вина се произвеждат в Плевен, Видин, Монтана, Враца, а в Берковица – плодови вина. Заводите за захар са в Лом (които са пред фалит) и Долна Митрополия. В Плевен и Видин се произвеждат тютюневи изделия.

#### Лека промишленост
Леката промишленост е силно стеснила производството си в последно време. Някогашните текстилни предприятия във Враца, Мездра и Бяла Слатина не работят. Производството на кожени изделия в Ловеч е с традиции. Килимарството в Чипровци е уникално с ръчно тъканите килими. Както в други региони, така и в Северозападния регион успешно се развиват шивашката и трикотажната промишленост в Бяла Слатина, Плевен, Видин.

### Третичен сектор
Третичният сектор заема водещо място с най-голям дял в стопанството на региона.

#### Транспорт
Транспортът играе важна роля с двата евро коридора (№ 7 и № 4), автомагистрала „Хемус“, важни жп линии, които пресичат територията на региона, и излаза му на р. Дунав. Гъстотата на шосейната мрежа тук не е висока и Северозападният регион е сред регионите с най-голям дял третокласни пътища и едва 7 км магистрален път. През територията му минават главните жп линии София-Варна и Видин-София-Кулата, които обслужват и международните потоци в тези направления. След построяването на втория мост над река Дунав трафикът ще се увеличи. 67% от жп мрежата му е електрифицирана и това е средният показател за страната. Регионът е добре осигурен с удвоени жп линии, които са една трета от всички линии в националната мрежа. Част от жп линиите с местно значение са закрити.
Важно значение за водния транспорт на региона имат голямото пристанище Видин с ферибота до Калафат и свободната безмитна зона. По-малко транспортно значение имат пристанищата на Лом, Сомовит, Белене и Никопол. През територията на региона преминава трасето на газопреносния пръстен на България.

#### Туризъм
Регионът разполага с туристически ресурси, но развитието му е неудовлетворително. Хотелите и реализираните нощувки в тях са най-малко от останалите региони и в пъти по-малко от най-развитите региони в това отношение.

#### Търговия
Търговията, образователните, здравните и други услуги имат неудовлетворително развитие и са съсредоточени в големи селища. Открити са едно висше училище в Плевен и филиали на някои университети.

## Териториални различия
Най-гъсто заселени и икономически развити са териториите около основните пътища в региона. Обезлюдяването и стопанското изоставане по западните граници са взели големи размери. Общините Берковица и Вършец попадат в зоната на влияние на столицата. Концентрирането на промишлеността и на бизнеса в областните градове засилва вътрешнорегионалните различия в заетостта, доходите и качеството на живот.

## Екологична ситуация
Стопанската дейност в региона е довела до нарушаването на природната среда в местата за добив на полезни изкопаеми, около промишлените центрове Плевен, Ловеч, Монтана, Враца, Видин, Козлодуй, Мездра и др. Участъци от по-големите реки след промишлени центрове са с влошено екологично състояние. Над 80 хил. дка са замърсени с тежки метали. В редица райони на Предбалкана и Дунавската равнина е развита ерозията. Провеждат се залесителни мероприятия в планинските райони. Необходими са неотложни мерки за решаване на съществуващите екологични проблеми.